# Tolmera ecstatica
Tolmera ecstatica är en fjärilsart som beskrevs av Louis Beethoven Prout 1916. Tolmera ecstatica ingår i släktet Tolmera och familjen mätare. Inga underarter finns listade i Catalogue of Life.